# 屈济
屈济（法語：Cuzy，法語發音：[kyzi]）是法国索恩-卢瓦尔省的一个市镇，属于沙罗勒区。

## 地理
屈济（46°45'36"N, 4°1'54"E）面积17.91 平方千米，位于法国勃艮第-弗朗什-孔泰大區索恩-卢瓦尔省，该省份为法国中部省份，北起顺时针与科多尔省、汝拉省、安省、罗讷省、卢瓦尔省、阿列省和涅夫勒省接壤。
与屈济接壤的市镇（或旧市镇、城区）包括：吕济、沙尔博纳、伊西莱韦克、蒙莫尔。

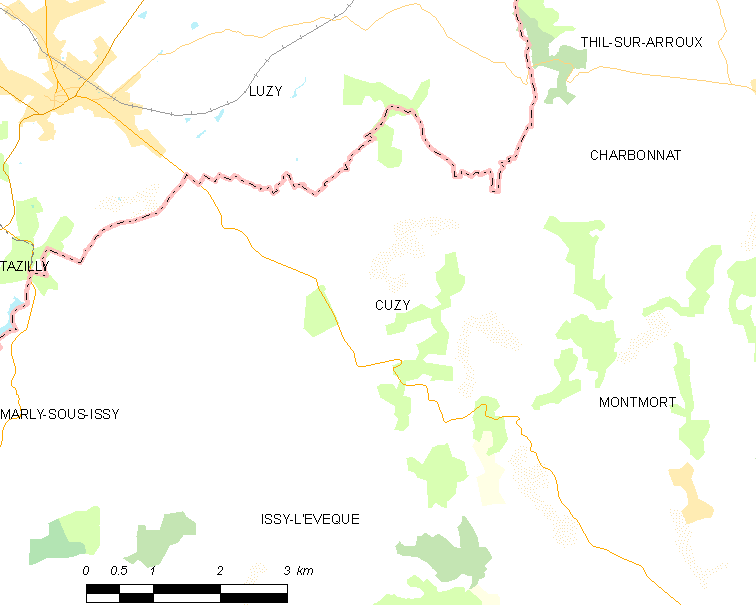
屈济的OSM定位图

屈济的时区为UTC+01:00、UTC+02:00（夏令时）。

## 行政
屈济的邮政编码为71320，INSEE市镇编码为71166。

## 政治
屈济所属的省级选区为格尼翁县。

## 人口

1962-2008年间屈济人口变化图示

屈济于2022年1月1日时的人口数量为111人。